# Adolf von Berenhorst
Adolf Leopold Heinrich von Berenhorst (* 6. August 1820 in Dessau; † 18. April 1903 ebenda) war ein preußischer Generalmajor, herzoglich anhaltinischer Oberstallmeister und Kammerherr sowie Ehrenritter des Johanniterordens.

## Leben

### Herkunft
Adolf war ein Sohn von Georg von Berenhorst (1794–1852) und dessen erster Ehefrau Auguste, geborene von Holleufer (1796–1822). Sein Vater war anhalt-dessauischer Kammerherr und Geheimer Kabinettsrat sowie Ritter des Ordens Pour le Mérite. Adolf von Berenhorsts Großvater war Georg Heinrich von Berenhorst, ein unehelicher Sohn des Fürsten Leopold I. zu Anhalt-Dessau.

### Militärkarriere
Berenhorst besuchte das Gymnasium in Dessau und erhielt Privatunterricht in Erfurt. Nach seinem Abschluss trat er am 10. Mai 1838 als Husar in das 12. Husaren-Regiment der Preußischen Armee ein und wurde am 1. April 1840 als Sekondeleutnant in das anhalt-dessauische Füsilierbataillon versetzt. Am 10. Juli 1846 wurde er Premierleutnant und am 26. Dezember 1848 Hauptmann und Kompaniechef. 1849 kämpfte er im ersten schleswigschen Krieg. Nach dem Krieg kam er am 10. April 1852 als persönlicher Adjutant zum Herzog von Anhalt Leopold IV. Friedrich. Am 18. Juli 1860 stieg er zum Major auf und wurde Flügeladjutant des Herzogs. Am 19. August 1865 wurde er Oberstleutnant und nach der Militärkonvention mit Preußen am 30. November 1867 unter Belassung in seiner Stellung in die Preußische Armee übernommen. Berenhorst avancierte am 22. März 1868 zum Oberst. Nach dem Tod des Herzogs diente Berenhorst dessen Nachfolger Friedrich I. weiterhin als Flügeladjutant, bis er unter Verleihung des Charakters als Generalmajor und des Roten Adlerordens II. Klasse mit Eichenlaub am 1. März 1877 zur Disposition gestellt wurde.
Nach seiner Verabschiedung würdigte ihn Friedrich I. 1888 durch die Verleihung des Großkreuzes des Hausordens Albrechts des Bären mit Brillanten.

### Familie
Berenhorst heiratete am 1. November 1842 in Nettelbeck bei Puttlitz Amalie von Jena (1821–1905). Das Paar hatte mehrere Kinder:
- Adolf (1842–1870), preußischer Sekondeleutnant, gefallen bei St. Privat ⚭ 1868 Olga Heyn (* 1849). Sie heiratete 1873 Ewald von Hellermann († 1901), Herr auf Klannin und sind die Eltern des preußischen Generalmajors Wilhelm von Berenhorst (1869–1952).
- Karl (* 1845), preußischer Hauptmann a. D. ⚭ 1901 Margarethe Freiin von Puttkamer (* 1860) aus dem Hause Wollin[3]